# هربرت جونز (ضابط)
هربرت جونز (بالإنجليزية: Herbert C. Jones)‏ (و. 1918 – 1941 م) هو ضابط، من الولايات المتحدة الأمريكية، ولد في لوس أنجلوس، توفي في بيرل هاربر، عن عمر يناهز 23 عاماً.

## الخدمة العسكرية
خدم في بحرية الولايات المتحدة.

## جوائز
حصل على جوائز منها:
- ميدالية الشرف.